# دن مایزر
دانیل فیلیپ مایزر (‎/ˈmjuːzər/‎ MYOOZ-ər؛ متولد ۱۰ فوریه 1964) یک تاجر، سیاستمدار، و بشردوست آمریکایی است که به عنوان نماینده ایالات متحده برای منطقه نهم کنگره پنسیلوانیا خدمت می‌کند. او که یک جمهوری‌خواه بود، قبلاً به عنوان وزیر درآمد در کابینه فرماندار پنسیلوانیا تام کوربت فعالیت می‌کرد.
مایزر از حق فردی برای نگهداری، داشتن، استفاده و حمل سلاح گرم حمایت می‌کند و حداقل یک کمپین اقدام سیاسی طرفدار تفنگ را به دست می‌آورد.